# STP (Mineralölunternehmen)

Das STP-Firmenlogo

STP ist ein Marken- und Handelsname für Mineralöladditive und die Leistungsabteilung der Clorox Corporation.
Sie wurde 1953 in Saint Joseph (Missouri), Missouri gegründet. Der Name STP leitet sich von „Scientifically Treated Petroleum“ her. Das erste Produkt war STP Oil Treatment.
1961 wurde die Firma von der Studebaker-Packard Corporation aufgekauft. Studebaker band STP als Akronym für „Studebaker Tested Products“ in seine Werbung ein. Der Präsident von Studebaker-Packard, Sherwood Egbert, dachte allerdings daran, dass STP eines Tages seine Muttergesellschaft übertrumpfen könnte und warb Andy Granatelli als Präsident von STP an, um den Produktnamen bekannter zu machen. Damals wurde Granatelli, ein bekannter Rennfahrer, auch zum „Gesicht“ von STP, trug bei Rennen oft einen weißen Overall mit dem roten STP-Oval und gab Tausende von ovalen STP-Stickern aus. Granatelli hatte zwei Novi Special im 1964er Indy-500-Rennen platziert; Jimmy Hurtubise und Bobby Unser waren die Fahrer. Es gab einen Film über das Rennen, der sich hauptsächlich mit den Novis beschäftigte. Studebaker stellte 1966 die Produktion von Automobilen ein und wurde eine Investment-Gesellschaft, die Verkaufszahlen von STP stiegen aber so weit an, dass man die Gesellschaft von der Studebaker-Worthington Corporation abtrennte und 1969 an die Börse brachte.
Lange Zeit war STP Sponsor der Rennfahrer Richard Petty und John Andretti, ebenso wie des Indy-Fahrers Mario Andretti, Johns Onkel. Die Partnerschaft endete kurz nach dem Aufkauf der Gesellschaft durch Clorox.
Im Herbst 2006 fing man an, STP Treibstoffzusätze in Benzinen von Marathon einzusetzen, um mit dem Additiv Techron von Chevron konkurrieren zu können.